# Kanzan Egen
Kanzan Egen (関山慧玄/關山慧玄) (1277–1360) est un moine bouddhiste de la secte rinzai du bouddhisme zen, fondateur du Myōshin-ji et un des principaux membres du courant Ōtōkan (en) existant d'où est issu tout le zen rinzai moderne. Des siècles plus tard, l'empereur Meiji confère le nom posthume Muso Daishi (無相大師) à Kanzan.

## Biographie
Kanzan Egen naît dans la province de Shinano le 7 janvier 1277. Il commence à étudier le bouddhisme zen rizai auprès de Nanpo Jōmyō, qui a reçu la transmission dharma de Chine, et plus tard auprès de Shūhō Myōchō, élève de Nanpo Jōmyō. Après la confirmation par Shūhō Myōchō de l'éveil spirituel de Kanzan Egen, Kanzan se rend dans la province de Mino et demeure dans les monts Ibuki pour un entraînement intensif.
Pendant ce temps, l'empereur Hanazono rappelle Kanzan dans la capitale pour aider à fonder un nouveau temple qui devient le Myōshin-ji.